# Trobairitz

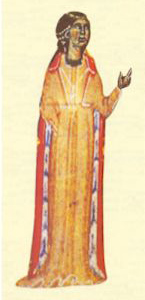
Beatriz de Dia, den kanske mest berömda trobairitzen, Bibliothèque Nationale.

Trobairitz var en occitansk benämning på en kvinnlig trubadur. Dessa gjorde sig kända i det språkområde som brukar kallas occitanien i nuvarande södra Frankrike, Katalonien och Lombardiet åren 1100 till 1350.
Trobairitzerna komponerade, skrev dikter och framträdde vid olika hov. De var de första kvinnliga kompositörerna av profan musik i västra Europa och så sett exceptionella. Trobairitzer tillhörde i likhet med sina manliga motsvarigheter i allmänhet adeln. Ett tjugotal individer har identifierats, till exempel  Alamanda de Castelnau, Azalais de Porcairagues, Maria de Ventadorn, Tibors, Castelloza, Garsenda de Proença, Gormonda de Monpeslier, och Beatriz de Dia.